# الإدارة الغربية (هايتي)
الإدارة الغربية هي واحدة من الإدارات العشر في هايتي. يبلغ عدد سكانها 4028705 نسمة وذلك حسب إحصائيات سنة 2015 . تبلغ مساحتها 4982.56 كم².